# 알코어 생명 연장 재단
알코어 생명 연장 재단(영어: Alcor Life Extension Foundation)은 인체냉동보존의 연구와 실행을 목적으로 하는 미국 애리조나주 스코츠데일에 위치한 비영리 단체이다.
현재는 100명이 넘는 사람들이 이 재단에 가입했다고 하고, 가입한 사람들은 법적으로 사망 즉시 와서 냉동 보존 작업을 시작한다고 한다.

## 같이 보기
- 인체냉동보존